# Larentalia
Larentalia – rzymskie święto na cześć bogini Akki Larentii, obchodzone 23 grudnia.
Tego dnia kapłan Kwiryna składał manom ofiary w wąwozie Velabrum położonym pomiędzy Palatynem i Kapitolem, gdzie miał się znajdować rzekomy grób Akki Larentii.